# Cristian Moreni
Cristian Moreni (Asola, Llombardia, 21 de novembre de 1972) va ser un ciclista italià, professional des del 1998 fins al 2007. En el seu palmarès destaca una etapa al Giro d'Itàlia de 2000 i una altra a la Volta a Espanya del 1999. També es va proclamar Campió d'Itàlia en ruta el 2004.
Durant del Tour de França de 2007, va donar positiu en un control per Testosterona,. Va ser exclòs de la cursa i posteriorment va ser sancionat per dos anys, cosa que va suposar la fi de la seva carrera esportiva.

## Palmarès
- 1995
  - 1r a la Coppa Ciuffenna
- 1996
  - Vencedor d'una etapa a la Volta al Táchira
- 1999
  - Vencedor d'una etapa a la Volta a Espanya
- 2000
  - Vencedor d'una etapa al Giro d'Itàlia
- 2001
  - Vencedor d'una etapa a la Volta a Castella i Lleó
- 2003
  - 1r al Giro del Vèneto
  - Vencedor d'una etapa al Regio-Tour
- 2004
  -  Campió d'Itàlia en ruta
  - Vencedor d'una etapa a la Ruta del Sud
- 2005
  - Vencedor d'una etapa al Tour de l'Ain

### Resultats al Giro d'Itàlia
- 2000. Abandona. Vencedor d'una etapa
- 2002. 28è de la classificació general
- 2003. Abandona
- 2004. 25è de la classificació general
- 2005. 53è de la classificació general
- 2006. Abandona (7a etapa)

### Resultats a la Volta a Espanya
- 1998. Abandona
- 1999. 54è de la classificació general. Vencedor d'una etapa
- 2000. 65è de la classificació general
- 2001. 68è de la classificació general
- 2003. 49è de la classificació general
- 2004. Abandona (18a etapa)

### Resultats al Tour de França
- 2002. 66è de la classificació general
- 2006. 44è de la classificació general
- 2007. Exclòs per dopatge